# Colfax (Iowa)
Pour les articles homonymes, voir Colfax.
Colfax est une ville du  comté de Jasper, en Iowa, aux États-Unis. Elle est fondée en 1866 et  incorporée le 10 août 1875.

## Source
- (en) Cet article est partiellement ou en totalité issu de l’article de Wikipédia en anglais intitulé « Colfax, Iowa » (voir la liste des auteurs).